# Athetis aeschrioides
Athetis aeschrioides är en fjärilsart som beskrevs av Emilio Berio 1940. Athetis aeschrioides ingår i släktet Athetis och familjen nattflyn. Inga underarter finns listade i Catalogue of Life.